# 网纹帚形蛤
网纹帚形蛤（学名：Cardiomya reticulata），是笋螂目杓蛤科帚形蛤属的一种。主要分布于中国大陆，常栖息在水深510米软泥底。